# Уан Мин
Уан Мин (на китайски: 王明; на пинин: Wáng Míng) е китайски политик от Китайската комунистическа партия (ККП).

## Биография
Уан Мин е роден на 3 май 1904 година в окръг Дзинджай в бедно селско семейство. В училище става привърженик на крайната левица и през 1924 година става член на ККП, малко след което отива да учи в Университета на трудещите се от Китай „Сун Ятсен“ в Москва. Връща се в Китай през 1929 година, за кратко изпълнява длъжността генерален секретар на ККП през 1931 – 1932 година, след което се връща в Москва и работи в Коминтерна. През 1935 година е избран за един от десетте секретари на организацията, отговарящ за комунистическите партии в Латинска Америка. През 1937 година отново заминава за Китай, оставяйки в Москва малката си дъщеря Уан Фанни, която по-късно е осиновена от генералния секретар на Коминтерна Георги Димитров.
В Китай Уан е смятан за проводник на съветската политика и е гледан с недоверие от намиращия се във възход нов водач на комунистите Мао Дзъдун. Въпреки това той не е ликвидиран, но попада в засилваща се изолация и заема постове без политическо значение. След утвърждаването на комунистическия режим ръководи отдела по законодателството в Централния комитет на ККП.
През 1956 година Уан Мин заминава на лечение в Москва и отказва да се върне в Китай. През следващите години, в условията на засилена конфронтация между Китай и Съветския съюз, той е използван от съветската пропаганда като активен критик на режима в Китай. Като един от малкото висши функционери на ККП от предвоенния период, оцелели по време на Културната революция, той оставя мемоари с ценни свидетелства за историята на партията.
Уан Мин умира на 27 март 1974 година в Москва.